# Guttenberger Fehde (1497–1502)
Die Guttenberger Fehde war eine Fehde von Familienmitgliedern der von Guttenberg mit dem Markgrafen Friedrich, die von 1497 bis 1502 andauerte.

## Ausgangslage
In der Zeit des Fehdewesens führte die Familie von Guttenberg mehrere Auseinandersetzungen, die ebenfalls die Bezeichnung Guttenberger Fehde verdienen, wobei die hier dargestellte Fehde an Umfang und zeitlicher Dauer andere Konflikte deutlich übertrifft. Eine weitere nennenswerte Fehde war die Guttenberger Fehde von 1380 oder die Auseinandersetzung von Achaz von Guttenberg († 20. Juli 1536), mit Beinamen der Ächter mit Heinrich dem Älteren von Gera in den Jahren 1520 und 1521. Achaz, Hektor und Philipp II. von Guttenberg lösten im Fränkischen Krieg die Zerstörung ihrer Stammburgen Alt- und Neuguttenberg aus (siehe auch Wandereisen-Holzschnitte von 1523).
Ausgangslage der Guttenberger Fehde von 1497 ist die Situation im Markgraftum Brandenburg-Kulmbach mit Sitz des Markgrafen auf der Plassenburg in Kulmbach. Das Markgraftum ist in jener Zeit von kleinen reichsfreien Territorien umgeben, die im Besitz von Ritterfamilien sind, darunter die von Guttenberg. Von Süden versuchen die bayerischen Herzöge aus dem Hause der Wittelsbacher ihren Einfluss nach Norden auszudehnen, so auch Herzog Georg von Bayern-Landshut. Markgraf Friedrich herrschte seit 1486 über Brandenburg-Ansbach und folgte seinem Bruder Siegmund 1495 als Markgraf von Brandenburg-Kulmbach nach. Beide Territorien waren aus der Burggrafschaft Nürnberg hervorgegangen und befanden sich im Besitz der fränkischen Linie der Hohenzollern.

## Verlauf der Fehde
Philipp von Guttenberg trug 1492 seinen Anteil an Burg Guttenberg dem Herzog Georg als Lehen auf. Er stellte sich damit in seinen Schutz und ermöglichte 1497 dem Herzog durch das Öffnungsrecht die Stationierung einiger Reiter und Fußknechte. Die Lage der Burg erlaubte eine unmittelbare Bedrohung der Plassenburg und der umliegenden markgräflichen Dörfer und Burgen. Daher erklärte der Markgraf am 4. September 1497 den Guttenbergern auf ihrer Stammburg die Fehde. Die Burg wurde vom Markgrafen vier Tage belagert, einige Ritter flüchteten unbemerkt. Nach fruchtlosen Verhandlungen begannen die Guttenberger im Frühjahr 1498 das Umland zu brandschatzen, zu ihren Ausgangspunkten zählte auch Burg Schellenberg. Der Umfang der Bedrohung und des Schadens lässt sich aus den Gegenmaßnahmen ermessen: Hauptmann Kunz von Wirsberg verfasste eine Wartordnung, wodurch im Markgraftum Brandenburg-Kulmbach ein Netz von ständig mit Wächtern besetzten Warten gespannt wurde und Signalfeuer bei Übergriffen alarmierten. Unter dem Kommando des Hauptmanns Kunz von Wirsberg wurde 1498 die Burg Schellenberg mit schwerer Artillerie beschossen und Philipp von Guttenberg gefangen gesetzt. Seine Verwandten setzten ihre Überfälle weiter fort. Moritz von Guttenberg steckte 1502 dreizehn gefüllte Scheunen in Hof in Brand. Ein Schiedsgericht beendete schließlich den Konflikt. Moritz von Guttenberg musste die Stammburg dem Markgrafen als Lehen auftragen und zwei Verwandte mussten auf eigene Kosten dem Markgrafen für Kriegsdienste zur Verfügung stehen.

## Beteiligte Ritter
Philipp von Guttenberg († 26. August 1500 auf der Cadolzburg) war Mitinhaber der Stammburg Altguttenberg und Erbauer von Neuguttenberg. Er verfügte über weiteren verstreuten Besitz und tätigte diverse Neuerwerbungen, zu denen auch Burg Schellenberg zählte. Als Amtmann war er im Dienste des Bamberger Bischofs und des Herzogtums Bayern. Er heiratete 1479 Elsbeth von Aufseß und nach deren Tod 1482 Waldburga Fuchs von Schweinshaupten. Er hatte acht Kinder, davon zwei Kinder aus erster Ehe. 1500 fiel er aufgrund der Überfälle auf markgräflichen Besitz in die Reichsacht. Nach seiner Gefangensetzung beim Kampf um Burg Schellenberg wurde er auf der Cadolzburg eingekerkert. Obwohl ihm eine standesgemäße Haft zugesagt worden war und sich die Familie in Verhandlungen um seine Freilassung bemühte, verstarb er unter schlechten Haftbedingungen unmittelbar nach dem Scheitern der Verhandlungen unter ungeklärten Umständen.
Moritz von Guttenberg († 1516) war unter anderem Mitbesitzer der Stammburg Altguttenberg, die einer Ganerbengemeinschaft gehörte. Er verfügte über zahlreiche verstreute Besitzungen. Mit der Übersendung eines Fehdebriefes an den Markgrafen trat er am 5. November 1497 auf der Seite Philipps in die Auseinandersetzung ein. 1500 fiel er aufgrund der Überfälle in die Reichsacht. Er heiratete Jahre nach der Schlichtung 1506 Waldburga, die Witwe Philipps. 1515 war er markgräflicher Rat.
Christoph von Guttenberg (* zwischen 1430 und 1433; † 1502/1503 in Kulmbach) war eines der wenigen Familienmitglieder, welches während der Fehde zum Markgrafen hielt, was ihm den Beinamen der Verräter eintrug. Er war Mitbesitzer von Altguttenberg und verfügte über weiteren umfangreichen Besitz. Er stand bereits dem Markgrafen Albrecht Achilles in dessen Feldzügen zur Seite. Er heiratete vor 1454 Margareta von Plassenberg. Ohne Wissen seiner Verwandten trug er 1490 seinen Teil von Altguttenberg den Markgrafen Siegmund und Friedrich als Lehen auf und wurde im selben Jahr markgräflicher Rat in Kulmbach, 1494 Hofmeister in Ansbach und 1496 Hofrichter.